# Martin Vučić
Martin Vučić (in kyrillischer Schrift: Мартин Вучиќ, * 7. August 1982 in Skopje) ist ein nordmazedonischer Popsänger, der im Jahr 2005 Mazedonien beim Eurovision Song Contest vertrat.

## Leben und Karriere
Vučić zeigte bereits früh musikalisches Talent: Mit drei Jahren begann er Schlagzeug zu spielen, mit sieben trat er bei Kinder-Musikfestivals auf. 2002 gewann er beim Budva-Festival in Serbien und Montenegro einen Preis und wurde in Mazedonien als „Entdeckung des Jahres“ ausgezeichnet. Mit dem Lied „Rano mi e da se vrzam“ erreichte er beim Ohrid Fest den zweiten Platz; das Lied wurde in Mazedonien zur „Populärsten Song des Jahres 2002“ gewählt.
International bekannt wurde Vučić 2005 als Vertreter Nordmazedoniens beim Eurovision Song Contest in Kiew, wo er mit dem Song „Make My Day“ den 17. Platz belegte. In den Folgejahren veröffentlichte er weitere Singles und Alben und trat bei verschiedenen Musikfestivals auf. Er wurde mehrfach als „Sänger des Jahres“ ausgezeichnet und gewann Preise für Interpretationen und Duette.
Sein Album „Muza“ enthält das von Toše Proeski komponierte Titellied sowie ein Duett mit der kroatischen Sängerin Danijela Martinović. 2008 veröffentlichte er ein Instrumentalalbum mit traditionellen Tänzen, die von seinem Großvater Pece Atanasovski komponiert wurden.
Vučić ist Master of Music Art und lehrt als Dozent für Schlaginstrumente an der Musikakademie. Er ist Mitglied der mazedonischen Philharmonie und des Big Band des mazedonischen Fernsehens. Seit 2018 ist er Generaldirektor des nationalen Ensembles für mazedonische Volkstänze und -lieder „Tanec“.

## Diskografie

### Alben
- Rano e da se vrzam/Rano mi je da se vezem
- Muza/Muza
- Makedonski zvuci/Macedonian Sounds

### Singles
- 2005: Make My Day
- 2006: Tise kucaj srce moje
- 2007: Biber i čokolada